# قرية الحطب (الحيمة الخارجية)

تعديل مصدري - تعديل

قرية الحطب هي إحدى قرى عزلة الحطب بمديرية الحيمة الخارجية التابعة لمحافظة صنعاء، بلغ تعداد سكانها 92 نسمة حسب تعداد اليمن لعام 2004.